# Saint-Maurice-aux-Riches-Hommes
Saint-Maurice-aux-Riches-Hommes är en kommun i departementet Yonne i regionen Bourgogne-Franche-Comté i norra Frankrike. Kommunen ligger i kantonen Villeneuve-l'Archevêque som tillhör arrondissementet Sens. År 2022 hade Saint-Maurice-aux-Riches-Hommes 408 invånare.

## Befolkningsutveckling
Antalet invånare i kommunen Saint-Maurice-aux-Riches-Hommes
| Referens: INSEE |